# Seleção Espanhola de Futsal Masculino
A Seleção Espanhola de Futsal é o selecionado nacional do Espanha de futsal masculino, gerido pela Real Federación Española de Fútbol, que representa o país nas competições de futebol organizadas pela UEFA e pela FIFA.
Em âmbito internacional, conquistou por duas vezes a Copa do Mundo de Futsal e sete vezes o Campeonato Europeu de Futsal.

## Elenco Atual
Jogadores convocados para a disputa do Campeonato Europeu Masculino de Futsal de 2014, realizado na Bélgica entre os dias 28 de janeiro e 8 de fevereiro.
| Nº | Posição  | Jogador             | Data de Nascimento (Idade)       | Time Atual      |
| -- | -------- | ------------------- | -------------------------------- | --------------- |
| 1  | Goleiro  | Rafa                | 13 de Junho de 1980 (33 anos)    | ElPozo Murcia   |
| 2  | Fixo     | Ortiz               | 03 de Outubro de 1983 (29 anos)  | Inter Movistar  |
| 3  | Fixo     | José Ruiz           | 06 de Junho de 1983 (29 anos)    | ElPozo Murcia   |
| 4  | Ala      | Torras              | 24 de Setembro de 1980 (33 anos) | Barcelona       |
| 5  | Fixo     | Aicardo             | 4 de Dezembro de 1988 (25 anos)  | Barcelona       |
| 6  | Pivô     | Fernandão           | 16 de Agosto de 1980 (33 anos)   | Barcelona       |
| 7  | Ala      | Pola                | 26 de Junho de 1988 (25 anos)    | Inter Movistar  |
| 8  | Ala      | Miguelín            | 09 de Maio de 1985 (28 anos)     | ElPozo Murcia   |
| 9  | Ala      | Sergio Lozano       | 26 de Junho de 1988 (25 anos)    | Barcelona       |
| 10 | Pivô     | Rafa Usín           | 22 de Maio de 1987 (26 anos)     | Magna Navarra   |
| 11 | Ala      | Lin                 | 16 de Maio de 1986 (27 anos)     | Barcelona       |
| 12 | Goleiro  | Juanjo              | 19 de Agosto de 1985 (28 anos)   | Santiago Futsal |
| 13 | Goleiro  | Jesús Herrero       | 4 de Novembro de 1986 (27 anos)  | Inter Movistar  |
| 14 | Ala-Pivô | Raúl Campos         | 17 de Dezembro de 1987 (26 anos) | ElPozo Murcia   |
|    | Técnico  | José Venancio López | 27 de Junho de 1964 (49 anos)    |                 |

## Estatísticas

### Mundial de Futsal
| Ano   | Class            | J  | V  | E | D | GM  | GS  |
| ----- | ---------------- | -- | -- | - | - | --- | --- |
| 1989  | 9º lugar         | 3  | 2  | 0 | 1 | 14  | 9   |
| 1992  | 3º lugar         | 8  | 5  | 1 | 2 | 42  | 35  |
| 1996  | Vice-campeão     | 8  | 7  | 0 | 1 | 34  | 12  |
| 2000  | Campeões         | 8  | 8  | 0 | 0 | 41  | 8   |
| 2004  | Campeões         | 8  | 6  | 1 | 1 | 30  | 7   |
| 2008  | Vice-campeão     | 9  | 7  | 2 | 0 | 29  | 11  |
| 2012  | Vice-campeão     | 7  | 5  | 1 | 1 | 31  | 13  |
| 2016  | 5º lugar         | 5  | 4  | 0 | 1 | 24  | 14  |
| 2021  | 6º lugar         | 5  | 4  | 0 | 1 | 19  | 9   |
| 2024  | Oitavas de final | 4  | 2  | 1 | 1 | 17  | 4   |
| Total | 10/10            | 65 | 50 | 6 | 9 | 277 | 122 |

### Europeu de Futsal
| Ano   | Class        | J  | V  | E  | D | GM  | GS |
| ----- | ------------ | -- | -- | -- | - | --- | -- |
| 1996  | Campeões     | 4  | 3  | 1  | 0 | 13  | 7  |
| 1999  | Vice-campeão | 5  | 4  | 1  | 0 | 17  | 7  |
| 2001  | Campeões     | 5  | 5  | 0  | 0 | 19  | 5  |
| 2003  | 3º lugar     | 4  | 1  | 2  | 1 | 8   | 6  |
| 2005  | Campeões     | 5  | 4  | 0  | 1 | 15  | 7  |
| 2007  | Campeões     | 5  | 3  | 2  | 0 | 16  | 7  |
| 2010  | Campeões     | 5  | 4  | 1  | 0 | 27  | 5  |
| 2012  | Campeões     | 5  | 5  | 0  | 0 | 20  | 7  |
| 2014  | 3º lugar     | 5  | 3  | 1  | 1 | 26  | 12 |
| 2016  | Campeões     | 5  | 5  | 0  | 0 | 27  | 11 |
| 2018  | Vice-campeão | 5  | 2  | 2  | 1 | 13  | 12 |
| 2022  | 3º lugar     | 6  | 4  | 1  | 1 | 26  | 8  |
| Total | 12/12        | 59 | 43 | 11 | 5 | 227 | 94 |